# Irish Transverse Mercator

Irish Transverse Mercator ist eine Kartenprojektion für Irland, die im Jahr 2001 eingeführt wurde und im Lauf der Zeit den Irish Grid ablösen soll.
Geodätisches Datum ist ETRS89. Als Kartenprojektion wird eine transversale Mercator-Projektion verwendet. Ihr Ursprung liegt bei 53° 30′ N und 8° W, also etwa in der Mitte der Insel. In diesem Ursprung wird ein ebenes kartesisches Koordinatensystem definiert. Um sowohl negative Koordinaten als auch Verwechslungen mit dem Irish Grid zu vermeiden, werden auf alle Werte in Ostrichtung („Rechtswert“) 600 km und auf alle Werte in Nordrichtung („Hochwert“) 750 km addiert. Koordinatenangaben erfolgen üblicherweise in Metern, so dass z. B. der genannte Ursprung die Koordinaten 600.000 750.000 erhält. (Achtung: bei transversalen Mercatorkoordinaten wird immer erst der Rechtswert und dann der Hochwert angegeben, während bei Gradzahlen meist erst die geographische Breite und danach die Länge genannt wird.)